# أريل مارتن
أريل مارتن (بالإنجليزية: Arielle Martin)‏ هي دراجة أمريكية، ولدت في 30 يوليو 1985 في سيدار هيلز في الولايات المتحدة.

## وصلات خارجية
- أريل مارتن على موقع أرشيف الدراجات (الإنجليزية)
- أريل مارتن على موقع نتائج كأس العالم لسباقات دراجات (بي.أم.إكس) (الإنجليزية)